# Data San
Data San är ett berg i Djibouti.   Det ligger i regionen Dikhil, i den centrala delen av landet, 120 km väster om huvudstaden Djibouti. Toppen på Data San är 1 323 meter över havet, eller 386 meter över den omgivande terrängen. Bredden vid basen är 6,4 km.
Terrängen runt Data San är huvudsakligen kuperad, men åt sydost är den bergig. Runt Data San är det mycket glesbefolkat, med 7 invånare per kvadratkilometer. Det finns inga samhällen i närheten. Trakten runt Data San är ofruktbar med lite eller ingen växtlighet.